# Ethinyløstradiol
Ethinyløstradiol (også stavet ethinylestradion) er et kunstigt hormon, som findes i p-piller. Det er en organisk forbindelse, som er et derivat af østradiol. Ethinylestradiol er bioaktivt, når det indtages igennem munden, og er det østrogen, som findes i de fleste moderne p-piller. Det er et af de mest brugte medicinske præparater overhovedet.
Østradiol optages nemt ved oral indtagelse, men det inaktiveres hurtigt i leveren. Ved substitution med en ethinyl-gruppe østradiols C17-atom dannes der et østrogen, som er meget mere resistent overfor degradering.
Ethinylestradiol absorberes i tyndtarmen og når det maksimale niveau i blodet to timer senere. Derudover ses yderligere et maksimumsniveau flere timer senere, som dog er meget individuelt og kan påvirkes af tilstedeværelsen af andre præparater, f.eks. antibiotika. Ethinylestradiol nedbrydes i leveren, og det udskilles i urinen.
Hormonalt virker ethinylestradiol ved at aktivere østrogenreceptoren og virker derved som et østrogen. Det benyttes primært i p-piller i kombination med progestin. De første præparater havde 100 μg ethinylestradiol pr. dosis, denne mængde er nu faldet til en femtedel.
Ethinylestradiol frigives til omgivelserne som xenoøstrogen.